# Babicsek Bernát
Babicsek Bernát (Budapest, 1980. június 28. – Solymár,  2021. december 31.) magyar színész, zenész, harmonikaművész.

## Életpályája
Solymáron nőtt fel. Kilenc éves korától zenélt, majd énekelni is tanult. Az Eszterházy Károly Főiskola ének-zene szakán diplomázott, majd építész technikusi végzettséget szerzett. 2000-től a Gór Nagy Mária Színitanodában tanult színészmesterséget. Több filmben és televíziós sorozatban is szerepelt (Szeress most!, Barátok közt, Jóban Rosszban), mellette játszott a Játékszínben, a Szkéné Színházban, a Ruttkai Éva Színházban, a Karinthy Színházban, a Turay Ida Színházban és a Pinceszínházban is.
Tangóharmonikán játszott, 2006-ban lemeze jelent meg Tangó-harmonika címmel. Bernie Bellamy művésznéven a Paddy and the Rats nevű zenekar oszlopos tagja  volt.

### Halála
2021. december 31-én Solymár, Cserje utcai családi házában tűz ütött ki. Halálát valószínűleg füstmérgezés okozta; holttestét másnap a családtagjai fedezték fel.
2022. január 15-én helyezték örök nyugalomra a solymári temetőben.

### Emlékezete
2022 januárjában a Turay Ida Színház megalapította a Babicsek Bernát-díjat, amelyet ezentúl minden évben egy 41 év alatti fiatal, tehetséges, zenész-színésznek fog odaítélni az erre a célra megválasztott kuratórium.

## Filmes és televíziós szerepei
- Barátok közt (2002, 2010, 2011, 2018) - Wittmayer Károly / Bencsik Márk
- Szeress most! (2003–2005) ... Molnár Gábor
- Buhera mátrix (2007) ... orvos
- Jóban Rosszban (2021–2022) ... dr. Váradi Gábor

## Díjai és elismerései
- Tabányi Mihály-díj (2019)